# Giant Steps
Giant Steps (в переводе с англ. «Огромные шаги») — пятый студийный альбом джазмена Джона Колтрейна, записанный им в роли бэнд-лидера, и выпущенный в 1960 году на Atlantic Records под каталогом SD 1311. Будучи первым альбомом Колтрейна на этом лейбле, альбом стал прорывом для музыканта, а композиции с него теперь являются образцами для тренировок джаз-саксофонистов. В 2004 году, Giant Steps стал одной из пятидесяти записей, отобранных Библиотекой Конгресса США для добавления в Национальный реестр звукозаписи.

## Описание
В 1959 году Гарольд Ловетт, деловой менеджер Майлза Дэвиса, заключил контракт на запись Колтрейна для Atlantic Records с условием 7000 долларов годовой гарантии. Первые записи этого альбома состоялись 26 марта 1959 года с Седаром Волтоном и Лексом Ламфрисом, но не вошли в состав альбома, появившись на последующих версиях различных сборников и переизданий. Запись основных композиций состоялась 4 и 5 мая, через две недели после участия Колтрейна в заключительной сессии записи другого жанроопределяющего диска — Kind Of Blue. Композиция «Naima» была записана 2 декабря с коллегами Колтрейна, ритм-секцией из Miles Davis Quintet, которые участвовали в большинстве записей его следующего альбома — Coltrane Jazz.
К 1960 году Джон Колтрейн уже был довольно известен в джазовых кругах. Он успел поработать с такими известными музыкантами, как Диззи Гилеспи, Эрл Бостик, Джонни Ходжес, Майлз Дэйвис, Телониус Монк в различных стилях. При записи Giant Steps Колтрейн возвращается к хард-бопу. Содержание всего альбома четко фокусируется на соло тенор-саксофона Колтрейна. Семь композиций из первоначального материала Giant Steps являются сочинениями Колтрейна. Этими произведениями он, по сути, начинает переписывать принятый до сих пор джазовый канон для сольных партий. Эти установки позволят играть соло гораздо более убедительно и сформируют неистовый стиль игры, который джазовый журналист Айра Гитлер впоследствии окрестил sheets of sound (звуковыми пластами).

## Признание
| Оценки критиков                     | Оценки критиков |
| Источник                            | Оценка          |
| ----------------------------------- | --------------- |
| Allmusic                            | [ 9 ]           |
| Down Beat                           | [ 10 ]          |
| Jazz Times                          | (позитивная)    |
| The Penguin Guide to Jazz           | [ 12 ]          |
| The Rolling Stone Album Guide       | [ 13 ]          |
| Virgin Encyclopedia                 | [ 14 ]          |
| The Rolling Stone Jazz Record Guide | [ 15 ]          |

В справочном издании The Penguin Guide to Jazz отметили данный альбом как часть их «Основной коллекции» («Core Collection»), назвав пластинку «Первой по-настоящему культовой записью Трейна» («Trane’s first genuinely iconic record»). В 2003 году, альбом занял 103-ю позицию в списке «500 величайших альбомов всех времён по версии журнала Rolling Stone».
Заглавная пьеса альбома «Гигантские шаги» сохраняет популярность поныне. Одна из лучших её обработок принадлежит Джако Пасториусу).

## Список композиций

### Сторона А
| №  | Название      | Длительность |
| -- | ------------- | ------------ |
| 1. | «Giant Steps» | 4:43         |
| 2. | «Cousin Mary» | 5:45         |
| 3. | «Countdown»   | 2:21         |
| 4. | «Spiral»      | 5:56         |

### Сторона Б
| №  | Название              | Длительность |
| -- | --------------------- | ------------ |
| 1. | «Syeeda's Song Flute» | 7:00         |
| 2. | «Naima»               | 4:21         |
| 3. | «Mr. P.C.»            | 6:57         |

### 1998 reissue bonus tracks
| №   | Название                                     | Длительность |
| --- | -------------------------------------------- | ------------ |
| 8.  | «Giant Steps» (альтернативная версия 1)      | 3:41         |
| 9.  | «Naima» (альтернативная версия 1)            | 4:27         |
| 10. | «Cousin Mary» (альтернативный дубль)         | 5:54         |
| 11. | «Countdown» (альтернативный дубль)           | 4:33         |
| 12. | «Syeeda's Song Flute» (альтернативный дубль) | 7:02         |
| 13. | «Giant Steps» (альтернативная версия 2)      | 3:32         |
| 14. | «Naima» (альтернативная версия 2)            | 3:37         |
| 15. | «Giant Steps» (альтернативный дубль)         | 5:00         |

## Участники записи
- Джон Колтрейн — тенор-саксофон
- Томми Фланаган — фортепиано
- Винтон Келли — фортепиано на «Naima»
- Пол Чамберс — контрабас
- Арт Тейлор — ударные
- Джимми Кобб — ударные на «Naima»
- Седар Валтон — фортепиано на альтернативных версиях «Giant Steps'» и «Naima»
- Лекс Хамфриз — ударные на альтернативных версиях «Giant Steps'» и «Naima»

## История выхода изданий
- 1960 — Atlantic Records SD 1311, виниловая пластинка
- 1987 — Atlantic Records, компакт-диск
- 1994 — Mobile Fidelity Gold CD
- 1998 — Rhino Records R2 75203, Deluxe Edition компакт-диск и 180-грам. виниловая пластинка
- 2020 — 60th Anniversary Super Deluxe Edition (2020 Remastered)